# Метехан Башар
Метехан Башар(тур. Metehan Başar, нар. 30 січня 1989, Адапазари, Туреччина) — турецький борець греко-римського стилю, дворазовий чемпіон світу, призер чемпіонату Європи та Європейських ігор.

## Спортивні результати на міжнародних змаганнях

### Виступи на Чемпіонатах світу
| Змагання                        | Збірна    | Вагова категорія                 | Місце  |
| ------------------------------- | --------- | -------------------------------- | ------ |
| Чемпіонат світу з боротьби 2014 | Туреччина | греко-римська боротьба, до 85 кг | 25     |
| Чемпіонат світу з боротьби 2015 | Туреччина | греко-римська боротьба, до 85 кг | 29     |
| Чемпіонат світу з боротьби 2017 | Туреччина | греко-римська боротьба, до 85 кг | Золото |
| Чемпіонат світу з боротьби 2018 | Туреччина | греко-римська боротьба, до 87 кг | Золото |
| Чемпіонат світу з боротьби 2019 | Туреччина | греко-римська боротьба, до 87 кг | 32     |
| Чемпіонат світу з боротьби 2021 | Туреччина | греко-римська боротьба, до 87 кг | 8      |
| Чемпіонат світу з боротьби 2022 | Туреччина | греко-римська боротьба, до 97 кг | 5      |

### Виступи на Чемпіонатах Європи
| Змагання                         | Збірна    | Вагова категорія                 | Місце  |
| -------------------------------- | --------- | -------------------------------- | ------ |
| Чемпіонат Європи з боротьби 2016 | Туреччина | греко-римська боротьба, до 85 кг | 16     |
| Чемпіонат Європи з боротьби 2017 | Туреччина | греко-римська боротьба, до 85 кг | Срібло |
| Чемпіонат Європи з боротьби 2018 | Туреччина | греко-римська боротьба, до 87 кг | 14     |
| Чемпіонат Європи з боротьби 2019 | Туреччина | греко-римська боротьба, до 87 кг | 12     |
| Чемпіонат Європи з боротьби 2020 | Туреччина | греко-римська боротьба, до 87 кг | 5      |
| Чемпіонат Європи з боротьби 2022 | Туреччина | греко-римська боротьба, до 87 кг | 9      |

### Виступи на Європейських іграх
| Змагання              | Збірна    | Вагова категорія                 | Місце  |
| --------------------- | --------- | -------------------------------- | ------ |
| Європейські ігри 2015 | Туреччина | греко-римська боротьба, до 85 кг | Бронза |
| Європейські ігри 2019 | Туреччина | греко-римська боротьба, до 87 кг | 13     |

### Виступи на Кубках світу
| Змагання                    | Збірна    | Вагова категорія                 | Місце |
| --------------------------- | --------- | -------------------------------- | ----- |
| Кубок світу з боротьби 2014 | Туреччина | греко-римська боротьба, до 85 кг | 5     |
| Кубок світу з боротьби 2015 | Туреччина | греко-римська боротьба, до 85 кг | 4     |

### Виступи на Всесвітніх іграх військовослужбовців
| Змагання                                | Збірна    | Вагова категорія                 | Місце |
| --------------------------------------- | --------- | -------------------------------- | ----- |
| Всесвітні ігри військовослужбовців 2019 | Туреччина | греко-римська боротьба, до 87 кг | 5     |

### Виступи на Середземноморських іграх
| Змагання                    | Збірна    | Вагова категорія                 | Місце  |
| --------------------------- | --------- | -------------------------------- | ------ |
| Середземноморські ігри 2018 | Туреччина | греко-римська боротьба, до 87 кг | Золото |

### Виступи на Чемпіонатах світуи серед студентів
| Змагання                                        | Збірна    | Вагова категорія                 | Місце  |
| ----------------------------------------------- | --------- | -------------------------------- | ------ |
| Чемпіонат світу з боротьби серед студентів 2014 | Туреччина | греко-римська боротьба, до 85 кг | Золото |
| Чемпіонат світу з боротьби серед студентів 2016 | Туреччина | греко-римська боротьба, до 85 кг | 4      |

### Виступи на інших змаганнях
| Змагання                                                       | Збірна    | Вагова категорія                 | Місце  |
| -------------------------------------------------------------- | --------- | -------------------------------- | ------ |
| Кубок Ядегара Імама 2010                                       | Туреччина | греко-римська боротьба, до 96 кг | 16     |
| Турнір Вехбі Емре 2011                                         | Туреччина | греко-римська боротьба, до 96 кг | 5      |
| Турнір Дана Колова — Николи Петрова 2012                       | Туреччина | греко-римська боротьба, до 96 кг | Бронза |
| Турнір Вехбі Емре 2013                                         | Туреччина | греко-римська боротьба, до 96 кг | 8      |
| Турнір Дана Колова — Николи Петрова 2013                       | Туреччина | греко-римська боротьба, до 96 кг | Бронза |
| Турнір Вехбі Емре 2014                                         | Туреччина | греко-римська боротьба, до 85 кг | Бронза |
| Турнір Дана Колова — Николи Петрова 2014                       | Туреччина | греко-римська боротьба, до 85 кг | 9      |
| Турнір Вехбі Емре і Гаміта Каплана 2015                        | Туреччина | греко-римська боротьба, до 85 кг | Золото |
| Турнір Дана Колова — Николи Петрова 2015                       | Туреччина | греко-римська боротьба, до 85 кг | Бронза |
| Кубок Владислава Пітласинські 2015                             | Туреччина | греко-римська боротьба, до 85 кг | 20     |
| Міжнародний турнір Любомира Івановича-Гедзи 2016               | Туреччина | греко-римська боротьба, до 85 кг | 8      |
| Олімпійський кваліфікаційний турнір з боротьби 2016 (Зренянин) | Туреччина | греко-римська боротьба, до 85 кг | Бронза |
| Олімпійський кваліфікаційний турнір з боротьби 2016 (Стамбул)  | Туреччина | греко-римська боротьба, до 85 кг | Бронза |
| Гран-прі Німеччини з боротьби 2016                             | Туреччина | греко-римська боротьба, до 85 кг | Бронза |
| Клубний чемпіонат світу з боротьби 2016                        | Туреччина | команда                          | Срібло |
| Турнір Вехбі Емре і Гаміта Каплана 2017                        | Туреччина | греко-римська боротьба, до 85 кг | Золото |
| Клубний чемпіонат світу з боротьби 2017                        | Туреччина | команда                          | Бронза |
| Кубок Владислава Пітласинські 2018                             | Туреччина | греко-римська боротьба, до 87 кг | 5      |
| Клубний чемпіонат світу з боротьби 2018                        | Туреччина | команда                          | 4      |
| Турнір Дана Колова — Николи Петрова 2019                       | Туреччина | греко-римська боротьба, до 97 кг | 5      |
| Кубок Алроси 2019                                              | Туреччина | команда                          | Срібло |
| Кубок Алроси 2019                                              | Туреччина | Multiple Style Event, до G87 кг  | Срібло |
| Відкритий чемпіонат Загреба з боротьби 2020                    | Туреччина | греко-римська боротьба, до 87 кг | 8      |
| Гран-прі Франції Анрі Деглана 2021                             | Туреччина | греко-римська боротьба, до 87 кг | Срібло |
| Київський Міжнародний турнір з боротьби 2021                   | Туреччина | греко-римська боротьба, до 97 кг | 15     |
| Олімпійський кваліфікаційний турнір з боротьби 2020 (Будапешт) | Туреччина | греко-римська боротьба, до 87 кг | Бронза |
| Олімпійський кваліфікаційний турнір з боротьби 2020 (Софія)    | Туреччина | греко-римська боротьба, до 87 кг | 9      |
| Кубок Владислава Пітласинські 2021                             | Туреччина | греко-римська боротьба, до 87 кг | Бронза |
| Турнір Вехбі Емре і Гаміта Каплана 2022                        | Туреччина | греко-римська боротьба, до 87 кг | Бронза |
| Меморіал Болата Турлиханова 2022                               | Туреччина | греко-римська боротьба, до 97 кг | Золото |
| Міжнародний турнір Любомира Івановича-Гедзи 2022               | Туреччина | греко-римська боротьба, до 97 кг | Срібло |
| Турнір Ібрагіма Мустафи 2023                                   | Туреччина | греко-римська боротьба, до 97 кг | 17     |

### Виступи на змаганнях молодших вікових груп
| Змагання                                       | Збірна    | Вагова категорія                 | Місце  |
| ---------------------------------------------- | --------- | -------------------------------- | ------ |
| Чемпіонат Європи з боротьби серед кадетів 2007 | Туреччина | греко-римська боротьба, до 85 кг | Бронза |
| Чемпіонат світу з боротьби серед юніорів 2010  | Туреччина | греко-римська боротьба, до 96 кг | 23     |
| Чемпіонат Європи з боротьби серед юніорів 2011 | Туреччина | греко-римська боротьба, до 96 кг | Бронза |
| Чемпіонат світу з боротьби серед юніорів 2011  | Туреччина | греко-римська боротьба, до 96 кг | Бронза |